# Candid Grab
Candid Grab (* 25. Juli 1943 in Rothenturm bei Zürich) ist ein ehemaliger Radsportler aus der Schweiz und Schweizer Meister im Radsport.

## Sportliche Laufbahn
Grab begann mit dem Radsport 1963, nachdem er von seinem Bruder, der aktiver Radsportler war, dazu animiert wurde. Er absolvierte seinen Militärdienst in einem schweizerischen Radfahrtruppenteil und schloss sich unmittelbar danach einem Radsportverein an. Seit 1967 bestritt er auch Steherrennen. Schon ein Jahr später, 1968, wurde er Schweizer Meister im Steherrennen bei den Amateuren, 1967 wurde Vize-Meister, und 1969 belegte er den dritten Platz im Meisterschaftsrennen.
Grab gehörte der damaligen Eliteklasse der Strassenamateure in der Schweiz an und konnte auch insbesondere bei Kriterien Erfolge erzielen. 1967 startete er für die schweizerische Nationalmannschaft beim britischen Milk Race und wurde 40.

## Berufliches
Candid Grab ist von Beruf Förster.